# Jakob Meyer zum Hasen
Jakob Meyer zum Hasen, né en 1482 à Bâle et mort avant juillet 1531 dans la même ville, est un banquier, diplomate et homme politique. Il est bourgmestre de Bâle de 1516 à 1521.

## Biographie
Jakob Meyer zum Hasen naît en 1482 à Bâle.
Banquier et diplomate, il est nommé bourgmestre de Bâle en 1516 mais est démis de ses fonctions en 1521 pour corruption.
Jakob Meyer zum Hasen meurt avant juillet 1531 dans sa ville natale.